# یان همپل
یان همپل (آلمانی: Jan Hempel؛ زادهٔ ۲۱ اوت ۱۹۷۱) شیرجه‌رو اهل آلمان بود.
از باشگاه‌هایی که در آن بازی کرده‌است می‌توان به باشگاه فوتبال درسدنر اشاره کرد.
وی در مسابقات کشوری و بین‌المللی در مجموع برندهٔ ۳ مدال طلا، ۵ مدال نقره، ۴ مدال برنز شده‌است.